# Almö, Ronneby kommun
Almö är en ö i Förkärla socken i Ronneby kommun och i Blekinge skärgård. Ön är glest bebyggd och större delen ingår i Almö naturreservat.
Almö är sammanvuxen med Jordö i öster och det låglänta edet benämns Härjan. Almö är dessutom sammanvuxen med Hammarholm och Betesholm i norr. I norr finns också broförbindelse med fastlandet vid Hjortahammar. I söder skjuter Almö udd långt ut i havet och på udden finns Almö torn, ursprungligen byggt 1918 som mätstation för batteri Aspöberg på Aspö. Intill Almö torn finns ett antal skyttevärn. Vid stranden öster om  Hajvar finns ett nakenbad. Från Almö udd fortsätter landsvägen söderut via Hasslöbron till Hasslö.
Öster om Almö, i sundet mot halvön Tromtö, finns en vikingatida undervattensspärr. Åtminstone 16 spetsiga pålar har arkeologerna funnit på sundets botten.
Från 1870-talet bröt man sten på Almö. Den första entreprenören var en man vid namn Strömmerstedt som lät bryta sten för bland annat kajer på örlogsvarvet. 1875 inleddes en mera omfattande brytning av Abraham Blixt, främst gatstenshuggning. Under 1870-talets senare del övertogs verksamheten av K.H. Thedenius och 1897 övergick brytningsrättigheterna till Carlskrona Granit AB. Stenbrytningen kulminerade vid tiden kring första världskriget men fortgick i mindre skala in på 1930-talet. Idag återstår flera stenbrott, en grund efter ett kruthus samt lämningar efter två utlastningshamnar.

## Fotnoter
1. ↑  197, Riksantikvarieämbetet.
2. ↑  Badkartan Hajvar
3. ↑  186, Riksantikvarieämbetet.
4. ↑  203, Riksantikvarieämbetet.
5. ↑  198, Riksantikvarieämbetet.
6. ↑  202, Riksantikvarieämbetet.
7. ↑  210, Riksantikvarieämbetet.